# Coenosia nigrotincta
Coenosia nigrotincta är en tvåvingeart som först beskrevs av Willi Hennig 1961.  Coenosia nigrotincta ingår i släktet Coenosia och familjen husflugor. Inga underarter finns listade i Catalogue of Life.